# Mū Kanazaki
Mū Kanazaki (金崎 夢生?, Kanazaki Mū; Tsu, 16 febbraio 1989) è un calciatore giapponese, attaccante del Verspah Ōita.

## Statistiche

### Cronologia presenze e reti in nazionale
| Cronologia completa delle presenze e delle reti in nazionale ― Giappone | Cronologia completa delle presenze e delle reti in nazionale ― Giappone | Cronologia completa delle presenze e delle reti in nazionale ― Giappone | Cronologia completa delle presenze e delle reti in nazionale ― Giappone | Cronologia completa delle presenze e delle reti in nazionale ― Giappone | Cronologia completa delle presenze e delle reti in nazionale ― Giappone | Cronologia completa delle presenze e delle reti in nazionale ― Giappone | Cronologia completa delle presenze e delle reti in nazionale ― Giappone |
| Data                                                                    | Città                                                                   | In casa                                                                 | Risultato                                                               | Ospiti                                                                  | Competizione                                                            | Reti                                                                    | Note                                                                    |
| ----------------------------------------------------------------------- | ----------------------------------------------------------------------- | ----------------------------------------------------------------------- | ----------------------------------------------------------------------- | ----------------------------------------------------------------------- | ----------------------------------------------------------------------- | ----------------------------------------------------------------------- | ----------------------------------------------------------------------- |
| 20-1-2009                                                               | Kumamoto                                                                | Giappone                                                                | 2 – 1                                                                   | Yemen                                                                   | Qual. Coppa d'Asia 2011                                                 | -                                                                       | 88’                                                                     |
| 6-1-2010                                                                | Sana'a                                                                  | Yemen                                                                   | 2 – 3                                                                   | Giappone                                                                | Qual. Coppa d'Asia 2011                                                 | -                                                                       |                                                                         |
| 2-2-2010                                                                | Ōita                                                                    | Giappone                                                                | 0 – 0                                                                   | Venezuela                                                               | Amichevole                                                              | -                                                                       | 75’                                                                     |
| 6-2-2010                                                                | Tokyo                                                                   | Giappone                                                                | 0 – 0                                                                   | Cina                                                                    | Coppa dell'Asia orientale 2010                                          | -                                                                       | 85’                                                                     |
| 12-10-2010                                                              | Seul                                                                    | Corea del Sud                                                           | 0 – 0                                                                   | Giappone                                                                | Amichevole                                                              | -                                                                       | 78’                                                                     |
| 12-11-2015                                                              | Singapore                                                               | Singapore                                                               | 0 – 3                                                                   | Giappone                                                                | Qual. Mondiali 2018                                                     | 1                                                                       |                                                                         |
| 24-3-2016                                                               | Saitama                                                                 | Giappone                                                                | 5 – 0                                                                   | Afghanistan                                                             | Qual. Mondiali 2018                                                     | 1                                                                       | 81’                                                                     |
| 29-3-2016                                                               | Saitama                                                                 | Giappone                                                                | 5 – 0                                                                   | Siria                                                                   | Qual. Mondiali 2018                                                     | -                                                                       | 77’                                                                     |
| 3-6-2016                                                                | Toyota                                                                  | Giappone                                                                | 7 – 2                                                                   | Bulgaria                                                                | Amichevole                                                              | -                                                                       | 46’ 62’                                                                 |
| 7-6-2016                                                                | Suita                                                                   | Giappone                                                                | 1 – 2                                                                   | Bosnia ed Erzegovina                                                    | Amichevole                                                              | -                                                                       | 79’                                                                     |
| 9-12-2017                                                               | Chōfu                                                                   | Giappone                                                                | 1 – 0                                                                   | Corea del Nord                                                          | Coppa dell'Asia orientale 2017                                          | -                                                                       | 71’                                                                     |
| Totale                                                                  |                                                                         | Presenze                                                                | 11                                                                      |                                                                         | Reti                                                                    | 2                                                                       |                                                                         |

## Palmarès

### Club

#### Competizioni nazionali
- Coppa J. League: 3

Oita Trinita: 2008
Kashima Antlers: 2015
Nagoya Grampus: 2021
- Campionato giapponese: 2

Nagoya Grampus: 2010
Kashima Antlers: 2016
- Supercoppa giapponese: 2

Nagoya Grampus: 2011
Kashima Antlers: 2017
- Coppa dell'Imperatore: 1

Kashima Antlers: 2016

### Individuale
- J. League Cup Premio Nuovo Eroe: 1

2008